# 語彙機能文法
語彙機能文法（英: Lexical functional grammar, LFG）は、言語学の理論的フレームワークの1つであり、生成文法の一種である。1970年代に Joan Bresnan と Ronald Kaplan によって創始された。統語論を中心とし、形態論や意味論との関係も扱う。音韻論に関しては、あまり研究が進んでいない（ただし、LFG の研究では最適性理論の考え方が一般化している）。
LFG では、言語を多次元の構造からなるものとして見る。各次元は、固有の規則・概念・形式をもつ独立した構造で表される。LFG 研究において第一に定式化された構造としては、以下のものがある。
- 文法的機能の表現（f-structure）。素性構造参照。
- 統語的な構成要素の構造（c-structure）。句構造規則参照。

例えば、The old woman eats the falafel（その老女はファラフェルを食べる）という文の c-structure 解析によれば、この文は2つの部分、名詞句 (NP) と動詞句 (VP) から成る。VP 自身も2つの部分、動詞 (V) ともう1つの NP から成る。NP も同様にそのような構成要素に分解して解析される。最終的に、単語単位にまで分解して、文の構造を明らかにする。一方 f-structure 解析では、文を主語、述語、時制、目的語といった機能ユニット群で構成されるものとして扱う。
LFG で仮定される構造には他に次のようなものがある。
- 項構造 (a-structure)
- 意味構造 (s-structure)
- 情報構造 (i-structure)
- 形態構造 (m-structure)
- 音韻構造 (p-structure)

これらの構造が「相互に強制している（mutually constraining）」と言うことができる。
LFG の言語概念はノーム・チョムスキーの理論とは異なる。チョムスキーの理論では、独立したレベルの構造表現間で、変換によって逐次的なマッピングがなされる。LFG は日本語のような構造と機能の直接的な関係が希薄な言語（非階層型言語）で特に成功している。そのため、LFG 信奉者は、それが言語の汎用モデルとしてより妥当であると考えている。
LFG の他の特徴は、受動態化のような文法-機能変形操作が語彙的とされる点である。これは例えば、能動-受動関係が2つの構文木の関係というよりも、2つの動詞間の関係であることを意味している。能動態の動詞も受動態の動詞も、語彙としてリストアップされ、文法機能に関与するものの代替マッピングに関わる。
語彙および構造と機能の分離における生成過程の仮定を通して、LFG は構文構造上に定義された変換を使わずに統語的パターンを説明できる。例えば、What did you see?（あなたは何を見たか?）という文で、what は see の目的語として理解され、生成文法の "deep structure" では what を see の後（目的語の通常の位置）に置く。LFG は what が2つの機能を持つと分析する。すなわち、疑問の焦点（question-focus）と目的語である。疑問の焦点としては、英語の疑問文における本来の位置を占め、言語の制約によってそれが目的語としても扱われることになる。
LFG 研究の主な目標は、計算言語学が求める形式主義的な確かさで効率的に構文解析可能であると同時に、言語学が求める深い文法のモデルを構築することである。